# Ribbon in the Sky
Ribbon in the Sky è una canzone scritta, registrata e prodotta da Stevie Wonder nel 1982, pubblicata come terzo singolo estratto dall'album Original Musiquarium.
La canzone è stata spesso oggetto di cover da parte di gruppi R&B come gli Intro ed i Boyz II Men che ne hanno interpretato una versione a cappella.
Wonder ha eseguito il brano in occasione del funerale di Whitney Houston, il 18 febbraio 2012.

## Tracce
7" Single
1. Ribbon in the Sky
2. The Secret Life of Plants

## Classifiche
| Classifica (1982)       | Posizione più alta |
| ----------------------- | ------------------ |
| U.S. Billboard Hot 100  | 54                 |
| U.S. R&B Chart          | 10                 |
| U.S. Adult Contemporary | 21                 |
| Regno Unito             | 45                 |